# Torneio José Américo de Almeida Filho 1975
O Torneio José Américo de Almeida Filho de 1975, também conhecido como Nordestão, foi uma competição de futebol realizada no Nordeste brasileiro que reuniu campeões e vice estaduais da região. O grande campeão foi o CRB, tendo como vice o Botafogo.

## Clubes participantes
De Alagoas
- CRB

Da Paraíba
- Botafogo
- Treze
- Auto Esporte

Do Rio Grande do Norte
- ABC
- Potiguar

## Regulamento
O melhor de cada turno irião à final e decidiam o título.

## Classificação do primeiro turno
| Classificação | Classificação | Classificação | Classificação | Classificação | Classificação | Classificação | Classificação | Classificação | Classificação |
| Time          | Time          | PG            | J             | V             | E             | D             | GP            | GC            | SG            |
| ------------- | ------------- | ------------- | ------------- | ------------- | ------------- | ------------- | ------------- | ------------- | ------------- |
| 1             | Botafogo      | 7             | 5             | 2             | 3             | 0             | 6             | 2             | 4             |
| 2             | Treze         | 6             | 5             | 2             | 2             | 1             | 4             | 3             | 1             |
| 3             | Auto Esporte  | 5             | 5             | 2             | 1             | 2             | 4             | 5             | -1            |
| 4             | ABC           | 5             | 5             | 1             | 3             | 1             | 4             | 5             | -1            |
| 5             | Potiguar      | 4             | 5             | 1             | 2             | 2             | 2             | 4             | -2            |
| 6             | CRB           | 3             | 5             | 1             | 1             | 3             | 3             | 4             | -1            |

## Classificação do segundo turno
| Classificação | Classificação | Classificação | Classificação | Classificação | Classificação | Classificação | Classificação | Classificação | Classificação |
| Time          | Time          | PG            | J             | V             | E             | D             | GP            | GC            | SG            |
| ------------- | ------------- | ------------- | ------------- | ------------- | ------------- | ------------- | ------------- | ------------- | ------------- |
| 1             | CRB           | 7             | 5             | 3             | 1             | 1             | 8             | 2             | 6             |
| 2             | Botafogo      | 7             | 5             | 3             | 1             | 1             | 4             | 2             | 2             |
| 3             | Treze         | 6             | 5             | 2             | 2             | 1             | 7             | 5             | 2             |
| 4             | ABC           | 5             | 5             | 2             | 1             | 2             | 3             | 2             | 1             |
| 5             | Potiguar      | 4             | 5             | 1             | 2             | 2             | 4             | 5             | -1            |
| 6             | Auto Esporte  | 1             | 5             | 0             | 1             | 4             | 2             | 12            | -10           |

## Fase final

### Final
| 01 de novembro | CRB | 1 – 1 | Botafogo |  |
|                |     |       |          |  |

| 09 de novembro | Botafogo | 1(3) – (4)1                  | CRB |  |
|                |          | vitória do CRB nos pênaltis. |     |  |

| Campeão Nordestino de 1975 |
| Maceió                     |
| -------------------------- |
| CRB                        |

## Campeões por edição
| Ano  | Campeão |
| ---- | ------- |
| 1975 | CRB     |
| 1976 | Vitória |